# Pagadian

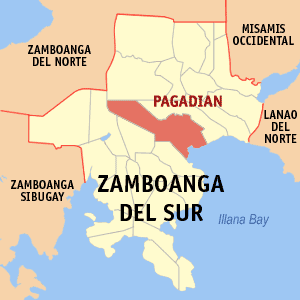
Pagadian Citys läge i Zamboanga del Sur

Pagadian City är en stad i Filippinerna. Den är administrativ huvudort för provinsen Zamboanga del Sur i regionen Zamboangahalvön och har 142 515 invånare (folkräkning 1 maj 2000).
Staden är indelad i 54 smådistrikt, barangayer, varav 43 är klassificerade som landsbygdsdistrikt och 11 som tätortsdistrikt.